# Epidendrum pseudodifforme
Epidendrum pseudodifforme är en orkidéart som beskrevs av Frederico Carlos Hoehne och Schltr.. Epidendrum pseudodifforme ingår i släktet Epidendrum och familjen orkidéer. Inga underarter finns listade i Catalogue of Life.